# Maracaibo (película de 2017)
Maracaibo es una película de drama familiar argentina de 2017 coescrita y dirigida por Miguel Ángel Rocca. La misma está protagonizada por Mercedes Morán y Jorge Marrale.

## Reparto
- Jorge Marrale como Gustavo.
- Mercedes Morán como Cristina.
- Nicolás Francella como Ricky.
- Alejandro Paker como Suárez.
- Matías Mayer como Facundo.
- Lucila Gandolfo como Lorena.
- Mailén Rocca como Agustina.
- Jose Joaquín Araujo como Damián.

## Recepción

### Comercial
Se esperaba más de su lanzamiento en los cines argentinos considerando los actores involucrados. La cinta fue vista por 19.782 espectadores.

## Premios y nominaciones

### Premios Cóndor de Plata
Dichos premios fueron entregados por la Asociación de Cronistas Cinematográficos de la Argentina en agosto de 2018.
| Año  | Categoría   | Candidato     | Resultado |
| ---- | ----------- | ------------- | --------- |
| 2018 | Mejor Actor | Jorge Marrale | Ganador   |